# Maira germana
Maira germana är en tvåvingeart som först beskrevs av Walker 1858.  Maira germana ingår i släktet Maira och familjen rovflugor. Inga underarter finns listade i Catalogue of Life.